# Jaret Reddick
Jaret Ray Reddick (Gravepine, 6 marzo 1972) è un cantante e chitarrista statunitense, frontman del gruppo musicale pop punk Bowling for Soup.